# Уошингтън (Юта)
Уошингтън (на английски: Washington) е град в окръг Уошингтън, щата Юта, САЩ. Уошингтън е с население от 20 000 жители (2007) и обща площ от 81,7 km². Намира се на 851 m надморска височина. ЗИП кодът му е 84780, а телефонният му код е 435.